# Crepidochares colombiae
Crepidochares colombiae is een vlinder uit de familie Eriocottidae. De wetenschappelijke naam van de soort is voor het eerst geldig gepubliceerd in 1990 door Donald Ray Davis.